# Ullstorp
Ullstorp er en landsby, hørende til Araslövs församling i Kristianstads kommun, Skåne län, Sverige. Den havde i år 2000 57 indbyggere.
56°03′36″N 13°58′56″Ø / 56.05992°N 13.982242°Ø